# Império Sique
O Império Sique foi um grande poder no subcontinente indiano, que surgiu em torno da liderança do marajá Ranjit Singh, que estabeleceu um império secular, baseando-o em volta da região do Panjabe, ocupando territórios atualmente localizados na Índia e no Paquistão. O império existiu a partir de 1799, quando Ranjit Singh capturou Lahore, a 1849 e foi forjado nas fundações da Khalsa, a partir da reunião de vários misls (pequenos estados soberanos siques) autonômos. Em seu auge no século XIX, o império estendeu-se do Passo Khyber no oeste ao Tibete ocidental no leste e de Mithankot no sul à Caxemira no norte. Foi a última grande região do subcontinente a ser conquistada pelos britânicos.
As fundações do Império Sique podem ser traçadas desde pelo menos 1707, o ano da morte de Aurangzeb e o início da queda do Império Mogol. Com os mogóis significativamente enfraquecidos, o Exército Sique, conhecido como Dal Khalsa, um rearranjo da Khalsa, inaugurada anos antes pelo Guru Gobind Singh, liderou expedições contra os mogóis e contra os pachtuns no oeste. Isto levou a um crescimento do exército, que se dividiu em várias confederações ou misls semi-independentes. Cada um dos exércitos componentes controlava diferentes áreas e cidades. Entretanto, no período entre 1762 e 1799, os comandantes siques dos misls estavam cada vez mais se tornando chefes militares autônomos e independentes.
A formação do império começou com a tomada de Lahore por Ranjit Singh, de seu governante afegão, Zaman Shah Durrani, e a subsequente e progressiva expulsão dos pachtuns do Panjabe e a unificação dos diferentes misls siques. Ranjit Singh foi proclamado como marajá do Punjab em 12 de abril de 1801, criando uma unidade política. Sahib Singh Bedi, descendente do Guru Nanak, conduziu a coroação. Ranjit Singh ascendeu ao poder num período muito curto, de líder de um misl a marajá de todo o Punjab. Ele começou a modernizar seu exército, utilizando técnicas contemporâneas de treinamento, assim como armamento e artilharia. Após a morte de Ranjit Singh, o império enfraqueceu-se por divisões internas e má administração. Em 1849 o império caiu após a derrota nas Guerras Anglo-Siques.
Durante sua existência, de 1799 a 1849, o Império Sique foi dividido em quatro províncias: Lahore, Multan, Peshawar e Caxemira.

## História

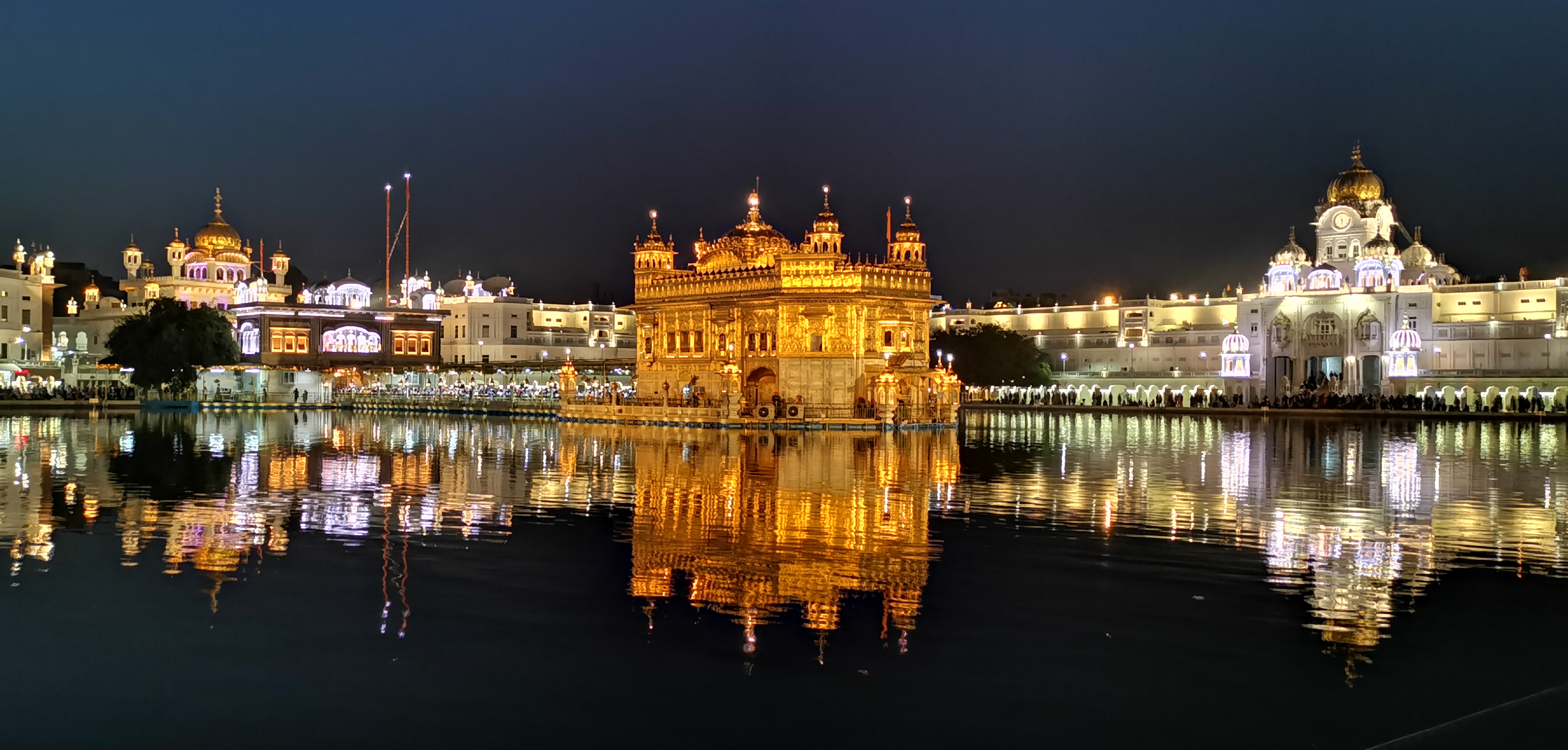
O Harmandir Sahib, conhecido como Templo Dourado, em Amritsar.

### Governo Mogol do Punjab
A religião sique foi contemporânea à conquista do norte da Índia por Babur, fundador do Império Mogol. Seu neto,  Akbar, apoiou a liberdade religiosa após visitar o langar de Guru Amar Das, tendo uma impressão favorável do siquismo. Como resultado de sua visita, Akbar doou terras ao langar e os gurus siques desfrutaram de um bom relacionamento com os mogóis até a morte dele em 1605. No entanto, seu sucessor Jahangir, via nos siques uma ameaça política. Ele ordenou ao Guru Arjun Dev, que havia sido preso por apoiar a rebelião de Khusrau Mirza, a mudar a passagem referente ao Adi Granth (conjunto de textos religiosos que mais tarde comporia o Guru Granth Sahib). Quando o guru se recusou, Jahangir ordenou que Arjun Dev fosse executado através de tortura. O martírio do guru Arjan Dev levou ao sexto guru, Guru Har Gobind, a declarar a soberania sique na criação do Akal Takht e o estabelecimento de uma fortaleza para defender Amritsar. Jahangir tentou assegurar a autoridade sobre os siques, prendendo o guru Har Gobind em Gwalior, mas o libertou após alguns anos, quando já não se sentia mais ameaçado. A comunidade sique não enfrentou mais problemas até a morte de Jahangir em 1627. O filho de Jahangir, Shah Jahan sentiu-se insultado com a "soberania" decretada pelo Guru Har Gobind  e após uma série de ataques a Amritsar forçou os siques a recuarem para as montanhas de Sivalik.
O guru seguinte, Guru Har Rai, manteve sua autoridade nessas montanhas, derrotando as tentativas locais de tomar as terras siques e exercendo um papel neutro na luta de poder entre dois dos filhos de Shah Jahan, Aurangzeb e Dara Shikoh, pelo controle do Império Mogol. O nono guru, Guru Tegh Bahadur, mudou a comunidade sique para Anandpur e viajou extensivamente para visitar e pregar em desafio a Aurangzeb, que tentava impor Ram Rai como o novo guru. O Guru Tegh Bahadur ajudou os pandits da Caxemira a não se converterem ao Islã e foi preso por Aurangzeb. Quando teve de escolher entre a conversão ao Islã e a morte, Tegh Bahadur preferiu morrer a comprometer sua fé, sendo executado.

### Formação daKhalsapelo Guru Gobind Singh

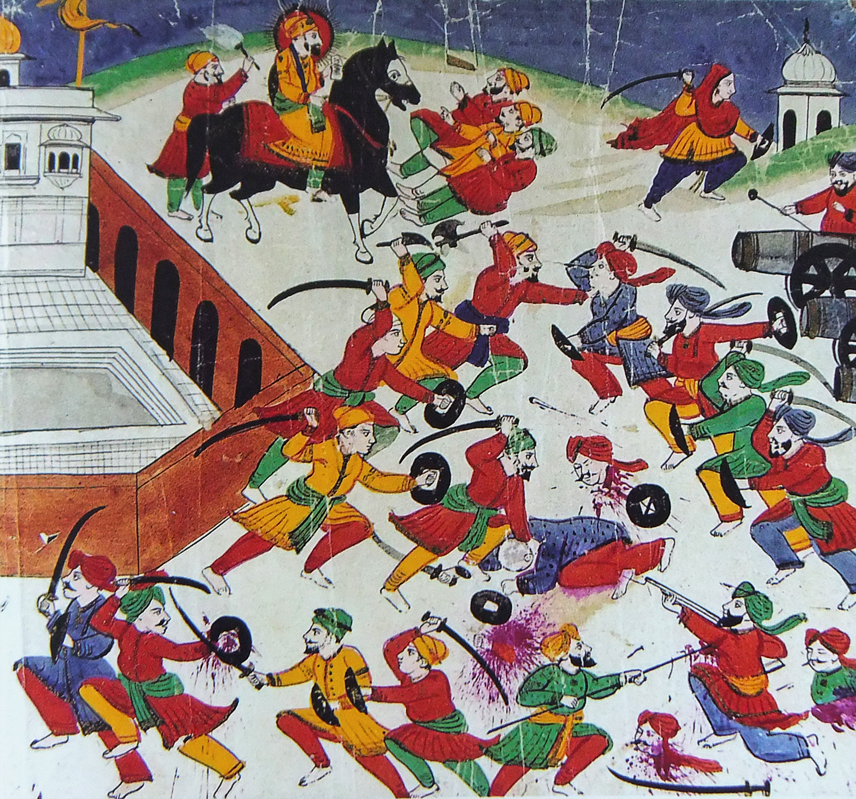
A batalha de Muktsar, em dezembro de 1705.

O Guru Gobind Singh assumiu a condição de guru em 1675 e para evitar batalhas na região de Sivalik mudou a sede de seus domínios para Paonta Sahib. Ali ele ergueu uma fortaleza para proteger a cidade e formou um exército para protegê-la. O poder crescente da comunidade sique alarmou os rajás das montanhas de Sivalik que tentaram atacar a cidade, mas foram repelidos pelas tropas de Gobind Singh na batalha de Bhangani. Ele mudou-se para Anandpur e estabeleceu a Khalsa, um exército coletivo de siques iniciados, em 30 de março de 1699. O estabelecimento da Khalsa uniu a comunidade sique contra vários pretendentes à condição de guru apoiados pelos mogóis. Em 1701, um exército combinado dos rajás das montanhas de Sivalik e os mogóis de sob Wazir Khan atacaram Anandpur. A Khalsa retrocedeu mas se reagrupou para derrotar os mogóis na batalha de Muktsar. Em 1707, o Guru Gobind Singh aceitou um convite do sucessor de Aurangzeb, Bahadur Shah I, para encontrá-lo. O encontro ocorreu em Agra em 23 de julho de 1707. O guru foi recebido com honras pelo imperador e ali permaneceu até novembro daquele ano.
Em agosto de 1708 o guru Gobind Singh visitou Nanded. Ali ele encontrou um bairāgī recluso, Madho Das, e o converteu ao siquismo, dando-lhe um novo nome, Banda Singh. Enquanto estava em Nanded o guru foi atacado por dois pachtuns a soldo de Nawāb Wazīr Khān de Sirhind. Bahadur Shah enviou cirurgiões, que suturaram os ferimentos. Embora tenham aparentemente cicatrizado, abriram-se novamente e o último guru sique humano faleceu em 7 de outubro de 1708.

### Banda Singh Bahadur
Banda Singh Bahadur (também conhecido como Lachman Das, Lachman Dev e Madho Das), (1670–1716) conheceu o Guru Gobind Singh em Nanded e adotou a fé sique. Pouco tempo antes de sua morte, o guru Gobind Singh ordenou-lhe que reconquistasse o Punjab e deu-lhe uma carta que ordenava a todos os siques que se juntassem a ele. Após passar dois anos reunindo apoiadores, Banda Singh Bahadur iniciou um levante agrário nos latifúndios das famílias de Zamindar, distribuindo as terras aos camponeses pobres que plantavam naquela terra. Banda Singh Bahadur iniciou sua rebelião com a derrota dos exércitos mogóis em Samana e Sadhaura e a rebelião culminou com a derrota de  Sirhind. Durante a rebelião, Banda Singh Bahadur determinou-se a destruir as cidades nas quais os mogóis foram cruéis com os seguidores do guru Gobind Singh. Ele executou Wazir Khan como vingança pelas mortes dos filhos de Gobind Singh e de Budhu Shah após a vitória sique emSirhind. Ele governou o território entre os rios Sutlej e Yamuna, estabeleceu a capital nos Himalaias em Lohgarh e cunhou moedas nos nomes do Guru Nanak e do Guru Gobind Singh. Em 1716, seu exército foi derrotado pelos mogóis durante a tentativa de defender a fortaleza em Gurdas Nangal. Ele foi capturado com 700 de seus homens, sendo todos mandados a Déli, onde foram todos torturados e executados após recusar a conversão ao Islã.

## Dal Khalsa

### Sikhmisls
O período de 1716 a 1799 foi de muitas turbulências, tanto políticas quanto militares, na região do Punjab. Isto foi causado pelo declínio acentuado do Império Mogol, que deixou um vácuo de moder na região, posteriormente preenchido pelos siques no final do século XVIII, após terem derrotado várias invasões afegãs do Império Durrani e ocasionalmente lutando contra muçulmanos hostis do Punjab, ladeados com outras forças de muçulmanos. Os siques acabaram formando pequenos estados soberanos (misls), posteriormente unificados pelo marajá Ranjit Singh.

## Formação
Os siques mantiveram intensa colaboração em defesa contra as incursões iniciadas por Ahmad Shah Durrani, líder do Império Durrani. A cidade de Amritsar foi atacada várias vezes. Esse período é citado pelos historiadores siques como o "Século Heroico", termo usado para descrever a ascensão dos siques ao poder imperial contra as possibilidades. As circunstâncias contrárias estavam no ambiente religioso hostil aos siques e sua população menos numerosa que a dos outros grupos políticos e religiosos.

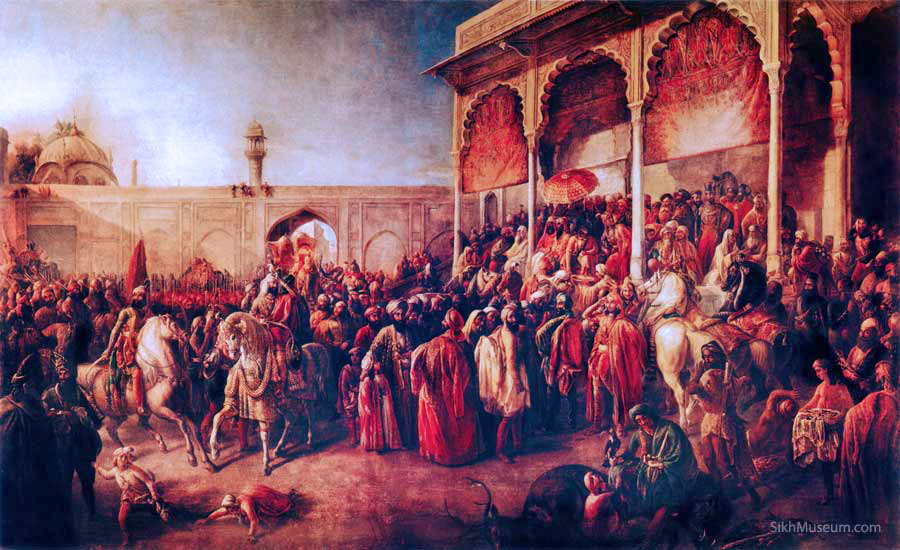
Ranjit Singh, fundador do Império Sique, numa reunião no início do século XIX.

O início formal do Império Sique começou com a fusão dos misls à época da coroação de Ranjit Singh em 1801, criando um Estado unificado. Todos os líderes siques, afiliados ao exército, eram da nobreza, normalmente com histórias longas e prestigiosas dentro da história dos Siques. A maior presença geográfica do Império Sique foi na região do Punjab, indo do Passo Khyber no oeste, à Caxemira no norte, ao Sindh ao sul, e ao Tibete a leste. Do ponto de vista da demografia, a distribuição religiosa do Império Sique era: 70% de muçulmanos, 17% de siques e 13% de hindus.  Em 1799 Ranjit Singh mudou a capital de Gujranwala para Lahore, estabelecida em 1763 por seu avô, Charat Singh.

### Hari Singh Nalwa
Hari Singh Nalwa foi comandante em chefe do exército sique em 1825 a 1837. Ele é conhecido por seu papel nas conquistas de  Kasur, Sialkot, Multan, Kashmir, Attock e Peshawar. Nalwa liderou o exército sique na libertação de Shuja Shah Durrani na Caxemira e manteve a posse do diamante Koh-i-Nor para o marajá Ranjit Singh. Ele foi governador da Caxemira e de Hazara, estabelecendo a cunhagem de moedas em nome do Império Sique para facilitar a coleta de receita. Sua política fronteiriça de manter o Passo Khyber foi mais tarde utilizado pelo Raj britânico. Nalwa foi responsável pela expansão das fronteiras do Império Sique até o Rio Indo. À época de sua morte, a fronteira ocidental do Império Sique ia até o Passo Khyber. Sua morte na Batalha de Jamrud foi uma perda significativa para o império sique.

## Fim do Império
Após a morte de Ranjit Singh em 1839, o império ficou severamente enfraquecido pelas divisões internas e pela má administração política. Esta oportunidade foi aproveitada pela Companhia Britânica das Índias Orientais para fazer a Primeira Guerra Anglo-Sique.
A batalha de Ferozeshah em 1845 teve muitas reviravoltas, onde os britânicos encontraram o Exército do Punjab numa batalha de canhões na qual os siques lidaram com o "melhor da artilharia britânica". Como os britânicos fizeram numerosos avanços, os europeus em seu exército eram tomados como alvos em especial, porque os siques acreditavam que se o exército "se tornasse desmoralizado, a espinha dorsal das posições inimigas seria quebrada". A luta continuou por toda a noite. A posição britânica "cresceu em gravidade ao longo da noite" e "sofreu baixas terríveis com cada membro do pessoal do governador-geral sendo morto ou ferido". Não obstante, o Exército britânico tomou e manteve Ferozeshah. O general britânico, sir James Hope Grant, disse: "Verdadeiramente a noite foi de trevas e talvez jamais nos anais das guerras houve um Exército britânico em escala tão grande e próxima de uma derrota que envolvesse sua aniquilação."
As razões para a retirada dos siques de Ferozeshah são discutidas. Alguns acreditam que tenha sido alguma traição de um comando não sique do próprio exército que tenha levado as tropas dos siques a retroceder de uma força britânica precária e devastadamente. Outros acreditam que uma retirada técnica tenha sido a melhor estratégia.
O Império Sique foi extinto de vez ao fim da Segunda Guerra Anglo-Sique em 1849, partido em diferentes estados principescos e a província do Punjab na Índia britânica. Eventualmente, uma vice-governadoria foi formada em Lahore como representante direta da Coroa britânica.

## Política religiosa
O Império Sique era idiossincrático na medida em que permitia homens de outras religiões que não o siquismo a exercer posições de comando. De fato, homens devotos de todas as religiões eram igualmente respeitados pelos siques e por seus governantes. Sadhus, santos, bairagis e yogis hindus, faquires e pirs muçulmanos; e padres cristãos eram todos considerados dignos da atenção sique.
O hinduísmo enfatiza a santidade das vacas; então, uma proibição do abate de vacas foi imposto de forma universal em Sarkar Khalsaji. Ranjit Singh queria o diamante Koh-i-Noor, que estava sob seu poder, para o tempo Jagannath em Puri, Odisha em seu leito de morte em 1839. Ranjit Singh também doou grandes quantidades de ouro para a construção de templos hindus não apenas em seus domínios, mas também em áreas que estavam sob o controle dos maratas, com os quais os siques mantinham relações cordiais.
Os siques tentaram não ofender as suscetibilidades dos muçulmanos, notou o Barão von Hügel, o famoso viajante alemão, ainda que se referisse aos siques como agressivos. Nesse sentido a explicação de Masson seja talvez a mais pertinente:
"Apesar de comparados aos afegãos, os siques eram moderados e exerciam uma influência protetora, ainda que nenhuma vantagem pudesse compensar para seus súditos maometanos, a ideia de sujeição aos infiéis, a proibição de abater os bovinos e repetir os azan, ou a "chamada para o salá [oração]".
O legado mais duradouro de Ranjit Singh foi a beatificação dourada do Harmandir Sahib, o Gurudwara mais reverenciado pelos siques, com mármore e ouro, do qual vem o nome popular de "Templo Dourado".

## Cronologia

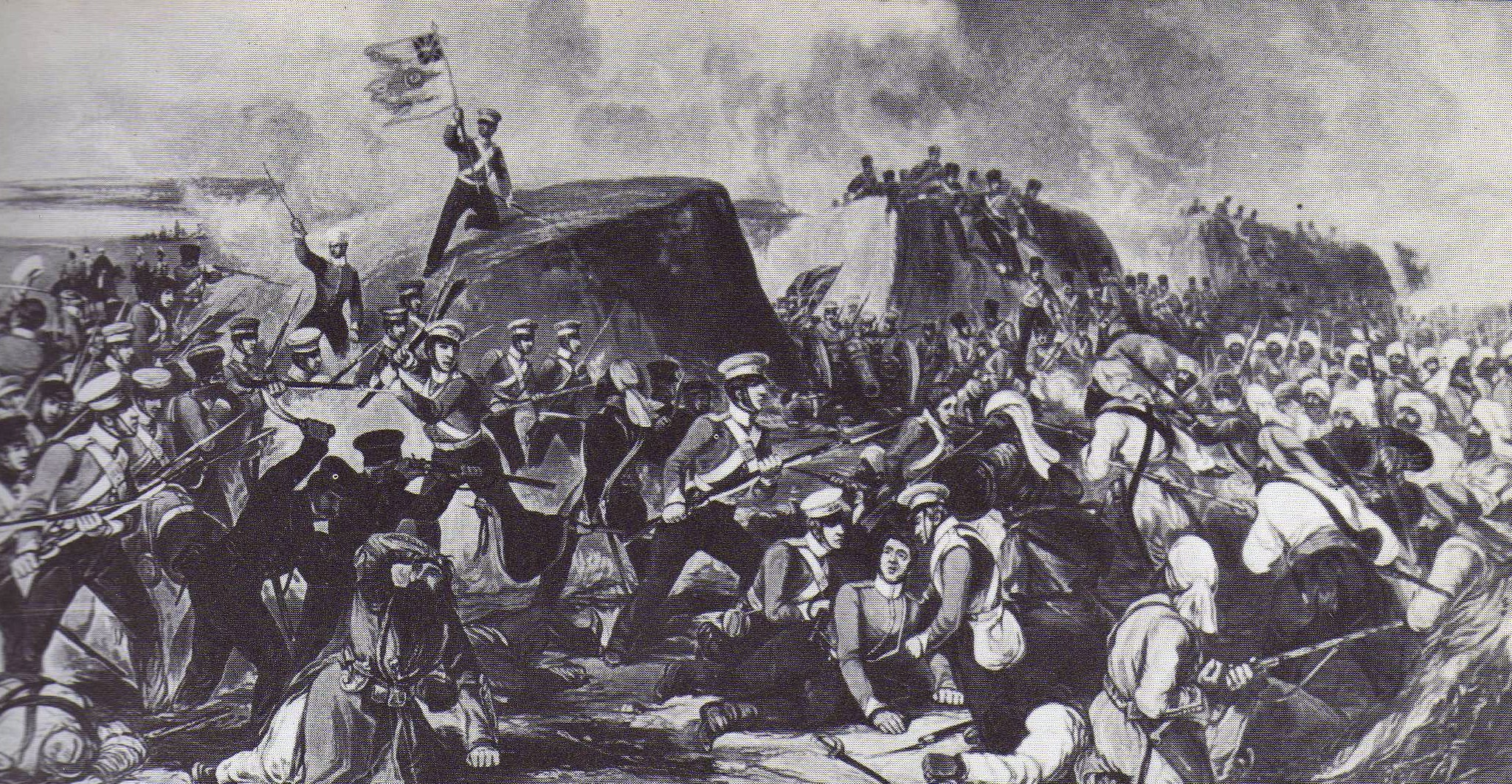
A batalha de Sobraon em 1846. Ilustração contemporânea.

- 1699 - Formação da Khalsa pelo Guru Gobind Singh;
- 1710–1716, Banda Singh derrota os mogóis e declara o governo da Khalsa;
- 1716–1738, Turbulências, sem um governante centralizado; os mogóis retomam o controle por duas décadas, enquanto os siques se envolvem em guerrilhas;
- 1733–1735, A Khalsa aceita, apenas para rejeitar, a situação confederada dada pelos mogóis;
- 1748–1767, Invasão de Ahmad Shah Durrani;
- 1763–1774, Charat Singh Sukerchakia, misldar da misl Sukerchakia, estabelece-se em Gujranwala;
- 1764–1783, Baba Baghel Singh, misldar de Karor Singhia, conquista Déli e as regiões vizinhas, impondo taxas aos mogóis;
- 1773, Ahmad Shah Durrani morre e seu filho, Timur Shah, realiza várias invasões ao Panjabe;
- 1774–1790, Maha Singh torna-se Misldar da misl Sukerchakia;
- 1790–1801, Ranjit Singh torna-se Misldar da misl Sukerchakia;
- 1799, formação do Exército da Khalsa Sique;
- 12 de abril de 1801 – 27 de junho de 1839, reino do marajá Ranjit Singh;
- 13 de julho de 1813, Batalha de Attock, a primeira vitória significativa do Império Sique sobre o Império Durrani;
- Março – 2 de junho de 1818, Batalha de Multan, a segunda batalha das Guerras Afegãs-Siques;
- 3 de julho de 1819, Batalha de Shopian
- 14 de março de 1823, Batalha de Nowshera;
- 30 de abril de 1837, Batalha de Jamrud;
- 27 de junho de 1839 – 5 de novembro de 1840, reino do marajá Kharak Singh;
- 5 de novembro de 1840 – 18 de janeiro de 1841, regência de Chand Kaur;
- 18 de janeiro de 1841 - 15 de setembro de 1843, reino do marajá Sher Singh;
- Maio de 1841 – agosto de 1842, Guerra Sino-Sique;
- 15 de setembro de 1843 – 31 de março de  1849, reino do marajá Duleep Singh;
- 1845–1846, Primeira Guerra Anglo-Sique;
- 1848–1849, Segunda Guerra Anglo-Sique.